# La bruta història de Joe Porc
La bruta història de Joe Porc  (títol original: Joe Dirt) és una pel·lícula estatunidenca dirigida per Dennie Gordon, estrenada l'any 2001. Ha estat doblada al català.

## Argument
Joe Dirt és un conserge que treballa en una emissora de ràdio. Somia trobar els seus pares que ha perdut al Gran Canyon quan tenia vuit anys. Quan es agredit per dos homes durant el seu treball, un dels homes que treballa amb Zander Kelly ho observa i li proposa de venir a trobar-lo. Conta tota la seva història als habitants de Los Angeles i esdevé ràpidament cèlebre. Resulta fàcil per a ell trobar els seus pares. Rep l'ajuda moltes persones però ràpidament s'adona que la seva plaça és en un altre lloc.

## Repartiment
- David Spade: Joe Dirt
- Brittany Daniel: Brandy
- Dennis Miller: Zander Kelly
- Adam Beach: Kicking Wing
- Christopher Walken: Clem
- Jaime Pressly: Jill
- Kid Rock: Robby
- Erik Per Sullivan: Joe Dirt nen
- Megan Taylor Harvey: la germana petita de Joe
- Caroline Aaron: la mare de Joe
- Fred Ward: el pare de Joe
- John P. Farley: l'agent de seguretat de KXLA
- Bob Zany: un guardaespatlles
- Bean Miller: un guard
- Lee Walker: Zeke
- Kathleen Freeman (no surt als crèdits): la mare adoptiva de Joe Dirt
- Rosanna Arquette (no surt als crèdits): Charlene

## Al voltant de la pel·lícula
- El rodatge es va desenvolupar de maig a juliol de 2000 a Carson, El Segundo, Los Angeles, Moab, Santa Paula i Twin Arrows.
- Els pares de Joe Dirt havien inicialment de ser interpretats per Roseanne Barr i Gary Busey, però després haver rodat les seves escenes, el cineasta va considerar que la fama de Roseanne era massa important pel que fa al seu paper, i va decidir de tornar a rodar les escenes amb Caroline Aaron i Fred Ward.[3]
- Al film, Joe Dirt és abandonat pels seus pares en el moment d'una excursió al Parc Nacional del Gran Canyó. En realitat, les escenes van ser rodades al Parc d'État de Dead Horse Point.
- Els cotxes utilitzats al film són un Plymouth GTX de 1967, així com una rèplica del Dodge Daytona de 1969. De l'original només es van fer 503 exemplars.[3]
- Destacar, les aparicions de l'actriu Rosanna Arquette com a grangera, les playmates de la revista Playboy Karen McDougal i Amy Weber com a vigilantes de platja, així com el guionista Fred Wolf en el paper de Freddy el productor.

## Premis i nominacions
- Nominació al premi a la millor pel·lícula de comèdia, en els Premis Teen Choice l'any 2001.